# Лајв Оук (Тексас)
Лајв Оук (енгл. Live Oak) град је у америчкој савезној држави Тексас. По попису становништва из 2010. у њему је живело 13.131 становника.

## Демографија
Према попису становништва из 2010. у граду је живело 13.131 становника, што је 3.975 (43,4%) становника више него 2000. године.
| Група             | 2000.         | 2010.         |
| Белци             | 5.493 (60,0%) | 5.972 (45,5%) |
| Афроамериканци    | 773 (8,4%)    | 1.753 (13,4%) |
| Азијати           | 232 (2,5%)    | 474 (3,6%)    |
| Хиспаноамериканци | 2.469 (27,0%) | 4.594 (35,0%) |
| Укупно            | 9.156         | 13.131        |